# Margherita di Roucy

Stemma dei Pierrepont

Margherita di Roucy (Roucy, ~1390 – Saluzzo, ~1419) è stata una nobildonna francese.

## Biografia
Margherita di Roucy (o Margherita di Pierrepont), era figlia di Ugo II di Pierrepont (†1395), conte di Roucy e Braine, e di Bianca di Coucy (†1437).
Sposò nel 1403 Tommaso III di Saluzzo, marchese di Saluzzo, alla morte del quale nel 1416, resse il marchesato con il di lui figlio illegittimo Valerano di Saluzzo fino al 1424.

## Discendenza
Margherita e Tommaso ebbero cinque figli:
- Giovanna (†1458), che sposò Guy IV di Clermont Nesle (1390 – 1473);
- Ricciarda (†1474), che sposò Niccolò III d'Este (1383-1441);
- Ludovico, marchese di Saluzzo, che sposò Isabella di Monferrato;
- Beatrice, suora;
- Isabella, che sposò Georges du Raynier.